# Ballon d'or 1983
Navigation
Édition précédente Édition suivante
Le Ballon d'or 1983 est un prix donné au meilleur joueur européen de football de l'année 1983. Il est attribué au Français Michel Platini qui évolue à la Juventus.

## Classement
| Rang | Nom                   | Club                         | Sélection nationale  | Points        |
| ---- | --------------------- | ---------------------------- | -------------------- | ------------- |
| 1    | Michel Platini        | Juventus                     | France               | 110 (28,50 %) |
| 2    | Kenny Dalglish        | Liverpool FC                 | Écosse               | 26 (6,74 %)   |
| 3    | Allan Simonsen        | Charlton / Velje             | Danemark             | 25 (6,47 %)   |
| 4    | Gordon Strachan       | Aberdeen FC                  | Écosse               | 24 (6,22 %)   |
| 5    | Felix Magath          | Hambourg SV                  | Allemagne            | 20 (5,18 %)   |
| 6    | Rinat Dasaev          | FK Spartak Moscou            | Union soviétique     | 15 (3,89 %)   |
| 6    | Jean-Marie Pfaff      | Bayern Munich                | Belgique             | 15 (3,89 %)   |
| 8    | Jesper Olsen          | Ajax                         | Danemark             | 14 (3,63 %)   |
| 8    | Karl-Heinz Rummenigge | Bayern Munich                | Allemagne            | 14 (3,63 %)   |
| 10   | Bryan Robson          | Manchester United            | Angleterre           | 13 (3,37 %)   |
| 11   | Alain Giresse         | Bordeaux                     | France               | 10 (2,59 %)   |
| 11   | Fernando Gomes        | Porto                        | Portugal             | 10 (2,59 %)   |
| 11   | Bernd Schuster        | FC Barcelone                 | Allemagne            | 10 (2,59 %)   |
| 11   | Franky Vercauteren    | Anderlecht                   | Belgique             | 10 (2,59 %)   |
| 15   | Ian Rush              | Liverpool FC                 | Pays de Galles       | 8 (2,08 %)    |
| 15   | Safet Sušić           | Paris Saint-Germain          | Yougoslavie          | 8 (2,08 %)    |
| 17   | Morten Olsen          | Anderlecht                   | Danemark             | 6 (1,55 %)    |
| 18   | Norman Whiteside      | Manchester United            | Irlande du Nord      | 5 (1,30 %)    |
| 19   | Bruno Conti           | Roma                         | Italie               | 4 (1,04 %)    |
| 19   | Éric Gerets           | Standard de Liège / Milan    | Belgique             | 4 (1,04 %)    |
| 19   | Michael Laudrup       | Brøndby / Lazio              | Danemark             | 4 (1,04 %)    |
| 19   | Erwin Vandenbergh     | Anderlecht                   | Belgique             | 4 (1,04 %)    |
| 23   | Liam Brady            | Sampdoria                    | République d'Irlande | 3 (0,78 %)    |
| 23   | Antonio Cabrini       | Juventus                     | Italie               | 3 (0,78 %)    |
| 23   | Vassilis Hatzipanagis | Iraklis                      | Grèce                | 3 (0,78 %)    |
| 23   | Glenn Hysén           | IFK Göteborg / PSV Eindhoven | Suède                | 3 (0,78 %)    |
| 23   | Carlos Manuel         | Benfica                      | Portugal             | 3 (0,78 %)    |
| 23   | Paolo Rossi           | Juventus                     | Italie               | 3 (0,78 %)    |
| 23   | Costică Ștefănescu    | Universitatea Craiova        | Roumanie             | 3 (0,78 %)    |
| 30   | Zbigniew Boniek       | Juventus                     | Pologne              | 2 (0,52 %)    |
| 30   | Ruud Gullit           | Feyenoord                    | Pays-Bas             | 2 (0,52 %)    |
| 30   | Fiodor Tcherenkov     | FK Spartak Moscou            | Union soviétique     | 2 (0,52 %)    |
| 33   | Søren Lerby           | Ajax / Bayern Munich         | Danemark             | 1 (0,26 %)    |
| 33   | Stoycho Mladenov      | CSKA Sofia                   | Bulgarie             | 1 (0,26 %)    |
| 33   | Tibor Nyilasi         | Ferencváros / Austria Vienne | Hongrie              | 1 (0,26 %)    |
| 33   | Rudi Völler           | Werder Breme                 | Allemagne            | 1 (0,26 %)    |